# Peinture rupestre d'Ilansay

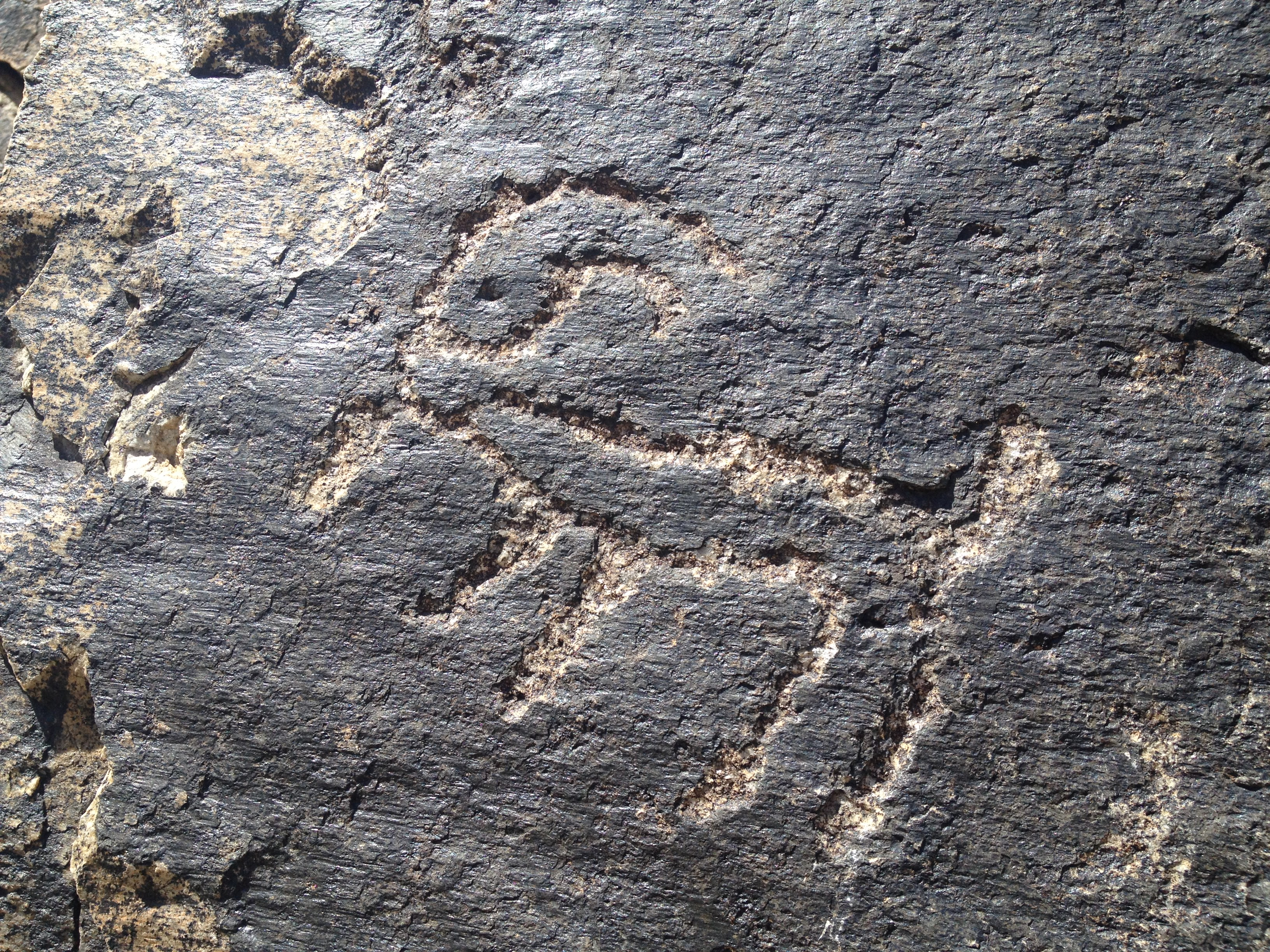
Pétroglyphe de chèvre, groupe Tamga-Tach

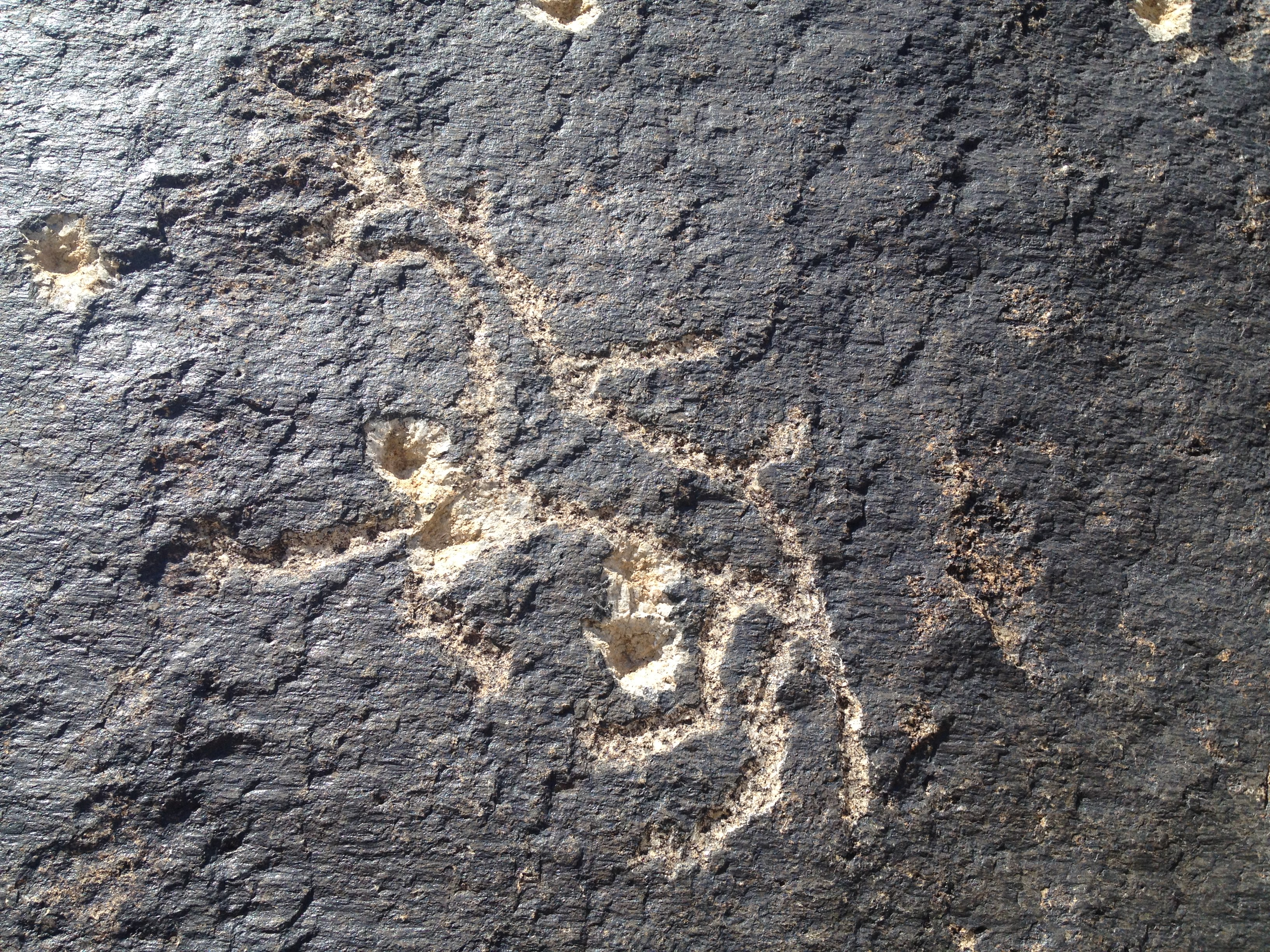
Pétroglyphe de cheval (probablement proie de chasse blessée par des fleches), groupe Tamga-Tach

Les peintures rupestres d'Ilansay (Ilan-say, Iliansaïa, Ilian-saia, ouzbek : Ilonsoy rasmlari) sont un témoignage archéologique de la province de Samarcande en Ouzbékistan, sous forme de pétroglyphes. Elles se situent dans la gorge d'une petite rivière, l' Ilansay, coulant du versant nord des monts Karatepa, qui sont une partie des monts Zeravchan. Elles ont une valeur considérable pour l'étude de l'histoire de la culture matérielle de la région.
Des peintures rupestres ont été découvertes sur environ 4-5 km du cours de l'Ilansay (à 15-16 km au sud de la ville de Samarcande), principalement le long d'un sentier sur la rive gauche de l'Ilansay. Selon l'emplacement des pétroglyphes ils sont répartis en six groupes: Bouri-Boui, Sandouk-Tach, Tamga-Tach, Sangui-Daritcha, Kator-Tout, Soy-i-Botchako (en se déplaçant du haut vers le bas). Des figures sont tracées à la surface des roches en granit et sur de grands blocs orientés vers l'est ou le sud d'où les rayons du soleil peuvent les atteindre. Dans certains cas, la pierre qui porte la figure est fendue. Souvent des surfaces sont recouvertes de vernis du désert. Le vernis nouvellement formé recouvre les pétroglyphes, les dessins plus récents contrastent alors par leur ton clair avec la pierre plus sombre qui l'entoure .

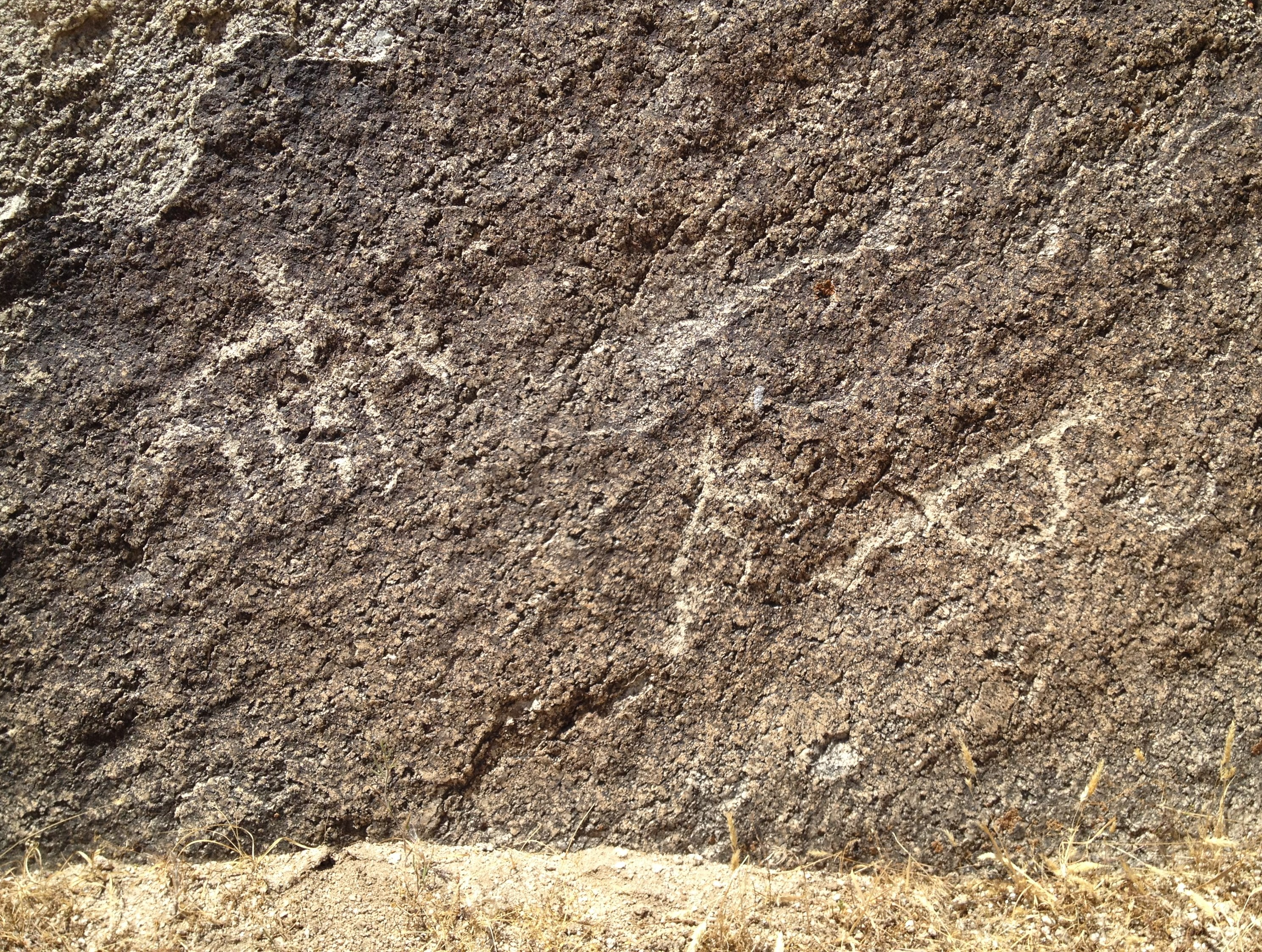
cavalier et deux platines à mèche 17-18-19 s, groupe Tamga-Tach

Les pétroglyphes sont réalisés en traçant leur contour à l'aide d'outils en métal et en pierre. À en juger par des erreurs dans la réalisation qui la rend parfois peu claire, le ciseau n'a pas été utilisé par les réalisateurs.
Des céramiques d'irrigations à glaçure ont également été découvertes qui sont datées du VIIIe siècle-IXe siècle, c'est-à-dire de la période arabe en Ouzbékistan..

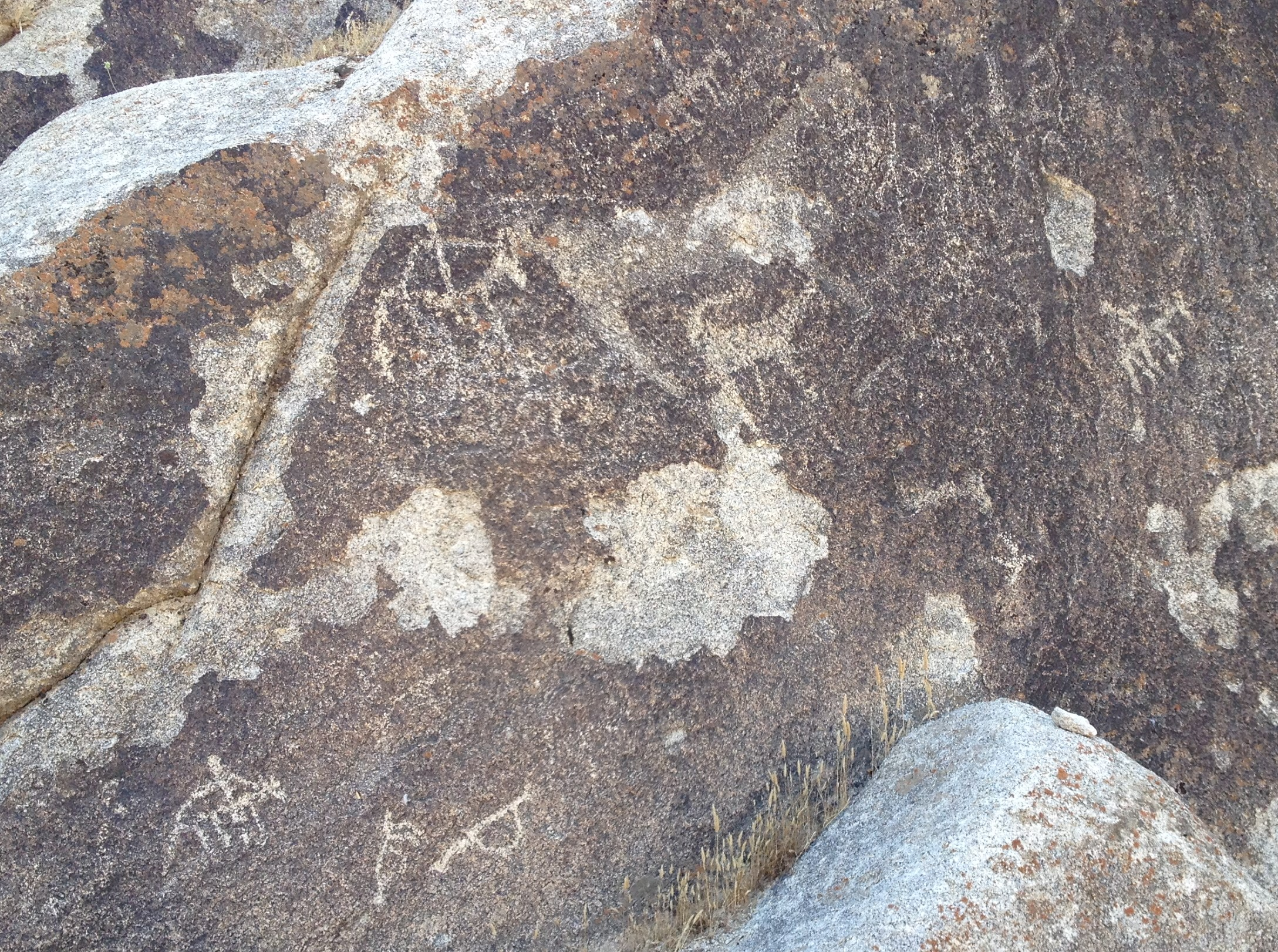
Représentation d'animaux et de cavaliers, groupe Tamga-Tach

Parmi les pétroglyphes, se trouvent des représentations d'animaux tels que la chèvre, le sanglier, le cerf, le cheval, le chameau, le chien, le serpent, et aussi de personnages humains (dont des cavaliers), des mains, différents objets dont des (armes), et des lettres en arabe. Parmi les figures d'animaux, celle de la chèvre est très fréquente et à cet égard, I. Soukharev observe que ce mammifère ne se trouve pas dans cette région et que l'image aurait donc un lien avec un culte. La conception des dessins est très variable, depuis de simples silhouettes à des formes géométriques aplaties qui ne disposent pas de toutes les parties du corps,.
Certains des dessins d'Ilansay datent vraisemblablement des XVIIe siècle-XVIIIe siècle. Parmi ceux-ci l'un représente un cavalier et deux platines à mèche dans le groupe de Tamga-Tach,.
En 1936, I. Soukharev a donné les premières descriptions (1938), et dans les années 1965-1970, G Chatskim, R Ravchanov et M. Khoujanazarov ont fait de même. Selon Soukharev, le contenu des pétroglyphes doit être considéré comme relevant de la magie et de l'animisme, et c'est à cette lumière qu'il a décodé les différentes images. G. Chatsky a émis des objections sur ces hypothèses.